# Final da Taça dos Clubes Campeões Europeus de 1987-88
A Final da Taça dos Clubes Campeões Europeus de 1987–88 foi uma partida de futebol disputada entre o PSV da Holanda e o Benfica de Portugal para decidir o campeão da Taça dos Clubes Campeões Europeus de de 1987-88. O PSV venceu por 6–5 nos penáltis depois de um empate sem gols após o 
prolongamento. A partida foi disputada no Neckarstadion, em Estugarda, no dia 25 de Maio de 1988. Segundo o jogador do PSV, Berry van Aerle, não foi uma partida muito boa, com as duas equipes demasiado cautelosas. No entanto, foi emocionante até ao final e terminou numa disputa de penáltis tensa.
Para o PSV, esta vitória garantiu a tripla, Copa dos Países Baixos, Campeonato Holandês e a Taça dos Clubes Campeões Europeus. Cinco membros do PSV de Guus Hiddink também fizeram parte da Seleção Holandesa que conquistou o Campeonato Europeu de Futebol de 1988 na Alemanha Ocidental naquele verão.

## Caminho para a final
| PSV            | PSV     | PSV     | PSV     | Fase             | Benfica          | Benfica | Benfica | Benfica |
| -------------- | ------- | ------- | ------- | ---------------- | ---------------- | ------- | ------- | ------- |
| Oponente       | Total   | 1º jogo | 2º jogo |                  | Oponente         | Total   | 1º jogo | 2º jogo |
| Galatasaray    | 3–2     | 3–0 (C) | 0–2 (F) | Primeira fase    | Partizani Tirana | 4–0     | 4–0 (C) | 0–0 (F) |
| Rapid de Viena | 4–1     | 2–1 (F) | 2–0 (C) | Segunda fase     | AGF              | 1–0     | 0–0 (F) | 1–0 (C) |
| Bordeaux       | 1–1 (f) | 1–1 (F) | 0–0 (C) | Quartas de final | Anderlecht       | 2–1     | 2–0 (C) | 0–1 (A) |
| Real Madrid    | 1–1 (f) | 1–1 (F) | 0–0 (C) | Semifinal        | Steaua Bucareste | 2–0     | 0–0 (F) | 2–0 (C) |

## Detalhes
| 25 de maio de 1988 | PSV | 0–0 | Benfica | Neckarstadion, Estugarda               |
|                    |     |     |         | Público: 64,000 Árbitro: Luigi Agnolin |

|                                              |       | Penalidades                             |  |
| Koeman Kieft Nielsen Vanenburg Lerby Janssen | 6 – 5 | Elzo Dito Redouane Pacheco Mozer Veloso |  |

| PSV | Benfica |

|              |    |                      |      |        |
|              |    |                      |      |        |
| GK           | 1  | Hans van Breukelen   |      |        |
| RB           | 2  | Eric Gerets (c)      |      |        |
| CB           | 3  | Ivan Nielsen         |      |        |
| CB           | 4  | Ronald Koeman        |      |        |
| LB           | 5  | Jan Heintze          |      |        |
| CM           | 6  | Søren Lerby          | 106' |        |
| LM           | 7  | Berry van Aerle      |      |        |
| RM           | 8  | Gerald Vanenburg     |      |        |
| CM           | 9  | Edward Linskens      |      |        |
| CF           | 10 | Wim Kieft            |      |        |
| CF           | 11 | Hans Gillhaus        |      | 105+2' |
| Reservas:    |    |                      |      |        |
| DF           | 12 | Adick Koot           |      |        |
| FW           | 13 | Eric Viscaal         |      |        |
| MF           | 14 | Anton Janssen        |      | 105+2' |
| MF           | 15 | Willy van de Kerkhof |      |        |
| GK           | 16 | Patrick Lodewijks    |      |        |
| Treinador:   |    |                      |      |        |
| Guus Hiddink |    |                      |      |        |

|            |    |                  |  |      |
|            |    |                  |  |      |
| GK         | 1  | Silvino          |  |      |
| RB         | 2  | António Veloso   |  |      |
| CB         | 3  | Dito             |  |      |
| LB         | 4  | Álvaro           |  |      |
| CB         | 5  | Carlos Mozer     |  |      |
| CM         | 6  | Elzo             |  |      |
| RM         | 7  | Chiquinho Carlos |  |      |
| LM         | 8  | António Pacheco  |  |      |
| CF         | 9  | Rui Águas        |  | 56'  |
| CM         | 10 | Shéu (c)         |  |      |
| CF         | 11 | Mats Magnusson   |  | 112' |
| Reservas:  |    |                  |  |      |
| GK         | 12 | Manuel Bento     |  |      |
| DF         | 13 | Samuel           |  |      |
| MF         | 14 | Adelino Nunes    |  |      |
| FW         | 15 | Hajry Redouane   |  | 112' |
| FW         | 16 | Wando            |  | 56'  |
| Treinador: |    |                  |  |      |
| Toni       |    |                  |  |      |